# Яребица (Силистренская область)
Яребица (болг. Яребица) — село в Болгарии. Находится в Силистренской области, входит в общину Дулово. Население составляет 1 359 человек.

## Политическая ситуация
В местном кметстве Яребица, в состав которого входит Яребица, должность кмета (старосты) исполняет Турхан Мехмед Агаоглу (Движение за права и свободы (ДПС)) по результатам выборов правления кметства.
Кмет (мэр) общины Дулово — Митхат Мехмед Табаков (Движение за права и свободы (ДПС)) по результатам выборов в правление общины.